# Sjunne Ferger
Sjunne Ferger, född 11 november 1950, död 12 oktober 2000, var en svensk trumslagare, främst känd som jazz- och bluestrummis, men också som organisatör och motor i Örebros musikliv. Han var tillsammans med sin mor Åse Norlin en viktig motor bakom den 1968 skapade klubben Power House, som först var en bluesklubb, där den egna gruppen Blues Quality var husband, men som snart utvecklades till jazzklubb. Ferger kom att intressera sig för tämligen experimentell och föga ekonomiskt framgångsrik jazz. Han skapade också ett par skivbolag, Fat Records och East-West Records. 
Ferger var som trettonåring med och startade popgruppen Alligators. Gruppen hann spela in en singel, "I'm here to stay", innan bandet splittrades och Ferger istället bildade bluesbandet TS People, där TS stod för Tommy Svensson, en gitarrist som avled den 9 december 2009. Ur TS People växte så småningom bluesgruppen Blues Quality fram, där namn som Peps Persson, Mats Ronander och Lasse Wellander med åren kom att passera. 
Ett möte med jazzmusikern Don Cherry fick honom att lämna bluesen för jazzen. Ferger bildade gruppen Takt & Ton tillsammans med Lars Jansson. 
I början på 70-talet skapade Ferger gruppen/projektet Exit med varierande och även internationell medlemsuppsättning. Exit gav ut en LP, "Mindgames". Bland Exits medlemmar har funnits basisten Palle Danielsson och den tidigare nämne Lars Jansson. 
Sjunne startade 1984 Sveriges första ljudteknikerutbildning "Institute Audio Visual Arts" vid sin studio Ferger Studios i Tångeråsa några mil söder om Örebro. Utbildningen som lockade elever från hela landet var ettårig och bedrevs under några år tills den fick läggas ner av ekonomiska skäl. Tack vare sina många kontakter lyckades Sjunne hyra in några av Sveriges främsta ljudtekniker som gästlärare på utbildningen.  
Ferger har även haft en viss betydelse för svensk ki-aikido genom att vara först med att bjuda hit instruktören Kenjiro Yoshigasaki.
Sjunne Ferger är begravd på Längbro kyrkogård i Örebro.